# Cine arvonește, acela plătește
Cine arvonește, acela plătește (1989) este un film regizat de actorul Gheorghe Urschi.

## Prezentare
La ora 3 noaptea, lăutarii îi spun mirelui că ei pleacă, pentru că până la această oră s-au înțeles. Mirele îi roagă să mai stea, iar lăutarii sunt de acord doar pentru 200 ruble pe oră. Spre dimineață, lăutarii pleacă acasă cu mașina lor. Mirele, ca să-și mai acopere paguba, încarcă trei porci în camion și pleacă cu ei la târg să-i vândă. Pe drum se întâlnește cu lăutarii care au rămas în pană și-l roagă să-i ajute. Mirele e de acord, dar le cere bani ca să-i remorcheze. Lăutarii se plâng că n-au bani, deși îl „jumuliseră” binișor pe mire. Acesta este de acord să-i remorcheze numai dacă îi cântă continuu ce melodii vrea. Ajuns la iarmaroc, vinde porcii și lăutarii îi cântă de jale, de „necaz” că se desparte de porci. 
În plus, lăutarul cel mai tânăr, care e trombonist, e obsedat să i se facă un bucium, ca să poată cânta la el. Așa că, până la urmă, își părăsește grupul pentru a-și împlini visul. 